# Belo Selo
 Belo Selo  falu Horvátországban, Tengermellék-Hegyvidék megyében. Közigazgatásilag Fužinéhez tartozik.

## Fekvése
Fiume központjától 24 km-re keletre, községközpontjától  4 km-re északkeletre, a Hegyvidéken az A6-os autópálya és a Zágráb-Fiume vasútvonal mellett fekszik.

## Története
A településnek 1857-ben 178, 1910-ben 184 lakosa volt. 1920-ig Modrus-Fiume vármegye Delnicei járásához tartozott. 2011-ben a falunak 52 lakosa volt.

## Lakosság
| Lakosság változása | Lakosság változása | Lakosság változása | Lakosság változása | Lakosság változása | Lakosság változása | Lakosság változása | Lakosság változása | Lakosság változása | Lakosság változása | Lakosság változása | Lakosság változása | Lakosság változása | Lakosság változása | Lakosság változása | Lakosság változása |
| ------------------ | ------------------ | ------------------ | ------------------ | ------------------ | ------------------ | ------------------ | ------------------ | ------------------ | ------------------ | ------------------ | ------------------ | ------------------ | ------------------ | ------------------ | ------------------ |
| 1857               | 1869               | 1880               | 1890               | 1900               | 1910               | 1921               | 1931               | 1948               | 1953               | 1961               | 1971               | 1981               | 1991               | 2001               | 2011               |
| 178                | 224                | 187                | 252                | 215                | 184                | 142                | 139                | 139                | 153                | 170                | 153                | 113                | 141                | 68                 | 52                 |